# Лупулеску, Константин
Константин Лупулеску (рум. Constantin Lupulescu; род. 25 марта 1984, Буфтя, Бухарест) — румынский шахматист, гроссмейстер (2006).
Многократный чемпион Румынии (2007, 2010, 2011, 2013 и 2015).
В составе сборной Румынии участник 4-х Олимпиад (2004, 2008 и 2012—2014).

## Изменения рейтинга
| Графики недоступны из-за технических проблем. См. информацию на Фабрикаторе и на mediawiki.org. |